# 다무라 메구무
다무라 메구무(일본어: 田村 恵, 1927년 1월 10일 ~ 1986년 10월 8일)는 일본의 전 축구 선수이다.

## 국가대표팀 경력
그는 1951년 아시안 게임에 참가할 일본 국가대표팀에 발탁되었으며, 3월 7일 이란와의 경기에서 데뷔, 동메달 획득에 기여했다. 그는 국제 A매치 통산 3경기에 출전했다.

## 통계
| 일본 | 일본 | 일본 |
| 연도 | 출전 | 득점 |
| ---- | ---- | ---- |
| 1951 | 3    | 0    |
| 통산 | 3    | 0    |